# Карджеге
Карджеге (итал. Cargeghe) — коммуна в Италии, располагается в регионе Сардиния, в провинции Сассари.
Население составляет 606 человек (2008 г.), плотность населения составляет 50 чел./км². Занимает площадь 12 км². Почтовый индекс — 7030. Телефонный код — 079.
Покровителями коммуны почитаются святые Кирик и Иулитта, празднование 15 июля.

## Демография
Динамика населения:

## Администрация коммуны
- Официальный сайт: https://web.archive.org/web/20100109011317/http://www.comunecargeghe.it/website/